# Сюзь-Позья
Сюзь-Позья — деревня в Кудымкарском районе Пермского края. Входила в состав Ошибского сельского поселения. Располагается на левом берегу реки Велвы северо-восточнее от города Кудымкара. Расстояние до районного центра составляет 26 км. По данным Всероссийской переписи населения 2010 года, в деревне проживал 161 человек (83 мужчины и 78 женщин).

## История
По данным на 1 июля 1963 года, в деревне проживало 352 человека. Населённый пункт входил в состав Ошибского сельсовета.